# Eurialo De Michelis
(Eurialo De Michelis, Galleria, xxv, n. 4-6, 1975, p. 203)
Eurialo De Michelis (Salerno, 23 ottobre 1904 – Roma, 17 dicembre 1990) è stato uno scrittore, critico letterario e poeta italiano.

## Biografia
Nacque a Salerno ma si trasferì giovanissimo assieme alla famiglia di origini liguri-piemontesi a Vicenza, dove il padre, pastore metodista, era stato inviato a svolgere il proprio ministero.
Padre dello slavista Cesare Giuseppe De Michelis e zio del politico Gianni De Michelis e del critico letterario ed editore Cesare De Michelis, entrambi figli del fratello Turno. Nel 1927 esordì con dei versi poetici Aver vent'anni, di tre anni dopo fu la sua prima opera narrativa Adamo (1930), che con altre opere diede l'avvio al 'neo-realismo' letterario.
Dopo due altre raccolte di racconti Bugie e Distacco si dedicò principalmente alla saggistica, con studi  su Grazia Deledda, Federigo Tozzi, Giovanni Verga, Fëdor  Dostoevskij, Alberto Moravia, Alessandro Manzoni, Gabriele D'Annunzio, Giuseppe Gioachino Belli. Tornò alla poesia con la raccolta Poesie a ritroso Feltrinelli 1962 e alla narrativa con Viaggio in carrozza Neri Pozza 1965. Nel 1933 fondò insieme a Mario Pannunzio il settimanale Oggi, e nel 1957 fu promotore con un gruppo di amici, tra cui Mario Picchi, Ariodante Marianni, Alessandro Dommarco e Luigi de Nardis, della rivista Marsia. Membro dell'Accademia dell'Arcadia, ebbe vari riconoscimenti tra cui il Premio Fracchia (per la narrativa) organizzato dalla rivista «La Fiera Letteraria», il Premio Manzoni, il Premio D'Annunzio e il Premio Roncaglia dell'Accademia Nazionale dei Lincei (per l'insieme della sua attività saggistica).
Dopo la sua morte, la raccolta libraria di Eurialo De Michelis è stata ceduta, insieme all'archivio, alla Biblioteca Classense di Ravenna; il materiale è di notevole rilievo e offre uno spaccato importante della letteratura italiana novecentesca: moltissimi sono i volumi, sia di saggistica che di narrativa e di poesia, che documentano la sua attività di scrittore e di critico. De Michelis ebbe rapporti con letterati e intellettuali di primo piano, e il suo archivio comprende lettere con Corrado Alvaro, Luciano Anceschi, Riccardo Bacchelli, Massimo Bontempelli, Giuseppe Antonio Borgese, Vitaliano Brancati, Giorgio Caproni, Carlo Cassola, Emilio Cecchi, Gianfranco Contini, Benedetto Croce, Grazia Deledda, Antonio Delfini, Enrico Falqui, Ennio Flaiano, Franco Fortini, Alfredo Gargiulo, Piero Jahier, Ettore Lo Gatto, Giovanni Macchia, Alberto Moravia, Ugo Ojetti, Aldo Palazzeschi, Cesare Pavese, Mario Praz, Salvatore Quasimodo, Umberto Saba, Leonardo Sciascia, Vittorio Sereni, Leonardo Sinisgalli, Bonaventura Tecchi, Elio Vittorini, Cesare Zavattini. Suoi manoscritti sono depositati al Centro manoscritti dell'Università di Pavia e all'Archivio degli scrittori veneti dell'Università di Padova.

## Convegni
- Eurialo De Michelis Critico e letterato (Ravenna, Biblioteca Classense 16. XII. 2000)
- Eurialo De Michelis (1904-1990) (Padova, Università degli Studi, 29. X. 2004)

## Opere principali

### Narrativa e Poesia
- Eurialo De Michelis, Aver vent'anni, Alpes ed. Milano 1927
- Eurialo De Michelis, Adamo, Ermes Jacchia ed. Vicenza 1930
- Eurialo De Michelis, Bugie, Ermes Jacchia ed. Vicenza 1931 -  riedizione Marsilio ed. 1986
- Eurialo De Michelis, Distacco, Bompiani ed. 1934
- Eurialo De Michelis, 16 Sonetti, Marsia ed. 1959
- Eurialo De Michelis, Racconti del Distacco, S. Sciascia ed. 1962
- Eurialo De Michelis, Poesie a ritroso, G.Feltrinelli ed. 1962
- Eurialo De Michelis, Viaggio in carrozza, Neri Pozza ed. 1965 ISBN 8873051731
- Eurialo De Michelis, Ricordo di Piero Monico,  Fondazione scientifica Querini - Stampalia, ed. 1965

### Critica e saggistica
- Del contenuto e di altre cose, La Nuova Italia editore, 1935
- Saggio su Tozzi: dal frammento al romanzo, La Nuova Italia editore, 1936
- Grazia Deledda e il decadentismo, La Nuova Italia editore, 1938
- L'arte del Verga, La Nuova Italia editore, 1941
- Dostojevskij, un romanzo e opera di poesia, La Nuova Italia editore, 1950
- Narratori antinarratori, La Nuova Italia editore, 1952
- Introduzione a Moravia, La Nuova Italia editore, 1954
- Dostojevskij minore, La Nuova Italia editore, 1954
- Opere poetiche Louise Labe di Lione, Fussi editore, 1955
- Tutto D'Annunzio, Giangiacomo Feltrinelli Editore, 1960
- Narratori al quadrato, Nistri - Lischi editore, 1962
- Studi sul Manzoni, Giangiacomo Feltrinelli Editore, 1962
- D'Annunzio a contraggenio. Roma senza lupa, Istituto nazionale di studi romani editore, 1964
- Opere scelte, Grazia Deledda, Arnoldo Mondadori Editore, 1964.
- I promessi sposi, Alessandro Manzoni, Nicola Zanichelli Editore, 1964
- Aldo Palazzeschi, Sorelle Materassi: con una scelta di poesie, Arnoldo Mondadori Editore, 1965
- La Vergine e il drago. Nuovi studi sul Manzoni, Marsilio Editori, 1968
- Approcci al Belli, Istituto nazionale di studi romani editore, 1969
- Apollinaire, Sansoni ed. 1970
- Gabriele D'Annunzio. La violante dalla bella voce, Arnoldo Mondadori Editore, 1970
- Lettura del Fermo e Lucia, tomo IV, capp. I-IV, Arcadia Accademia letteraria italiana editore, 1971
- Palazzeschi romano, Istituto nazionale di studi romani editore, 1975
- Gli anni romani di D'Annunzio, Istituto nazionale di studi romani editore, 1976
- Novecento e dintorni: dal Carducci al neorealismo, Mursia editore, 1976 ISBN 8842590576
- Roma senza lupa: nuovi studi sul D'Annunzio, Bonacci editore, 1976
- La figlia di Iorio: tragedia pastorale in tre atti Gabriele D'Annunzio con una cronologia della vita dell'autore e del suo tempo e una bibliografia, Arnoldo Mondadori Editore, 1980
- Francesi in Italia, Palumbo, 1984
- Ancora D'Annunzio, Centro nazionale di studi dannunziani editore 1987